# Saint-Romain-en-Gal
Saint-Romain-en-Gal – miejscowość i gmina we Francji, w regionie Owernia-Rodan-Alpy, w departamencie Rodan.
Według danych na rok 1990 gminę zamieszkiwało 1341 osób, a gęstość zaludnienia wynosiła 100 osób/km² (wśród 2880 gmin regionu Rodan-Alpy Saint-Romain-en-Gal plasuje się na 627. miejscu pod względem liczby ludności, natomiast pod względem powierzchni na miejscu 883.).